# Banca de Investiții și Dezvoltare
Banca de Investiții și Dezvoltare (BID) a fost o bancă din România.
Activitatea băncii a început în toamna anului 2000.
Banca a fost înființată de omul de afaceri Sorin Ovidiu Vântu, iar președintele acesteia era Nicolae Văcăroiu.
Banca de Investiții și Dezvoltare a făcut parte, alături de Banca Română de Scont, dintr-o rețea construită în jurul grupului Gelsor (fondat de omul de afaceri Sorin Ovidiu Vântu) care a devalizat compania Astra Asigurări de aproape 18 milioane dolari.
La data de 11 martie 2002, banca a fost dizolvată, în urma deciziei acționarilor.
La acel moment Sorin Ovidiu Vântu deținea peste 90% din acțiuni, iar un pachet de 4,95% se afla în proprietatea SIF Muntenia.
Pachete de acțiuni reprezentind sub 0,5% din capitalul social erau deținute de mai multe persoane fizice.